# Bemelen (gemeente)
Bemelen is een voormalige gemeente in Nederlands Zuid-Limburg, die bestond uit het gelijknamige dorp en de buurtschappen Gasthuis en Wolfshuis. De gemeente ging in 1982 op in Margraten, dat in 2011 weer opging in Eijsden-Margraten. Bemelen was een van de kleinste gemeenten in Nederland. Het gebied grensde aan de gemeenten Cadier en Keer, Wijlre, Berg en Terblijt en Valkenburg-Houthem.
In het hoofddorp Bemelen werd in 1858 het gemeentehuis met lagere school en onderwijzerswoning gebouwd, het is een rijksmonument. Zo ook de Sint-Laurentiuskerk die centraal in Bemelen staat. De kerk is van het jaar 1845, de mergelen toren stamt al uit de 13e of de 14e eeuw.
Door de gemeente loopt de Oude Akerweg een Romeinse heerweg, die de verbinding vormde tussen Maastricht (Latijn: Mosa Trajectum) en Aken (Aquis Granum). Aan deze weg ligt ten oosten van Bemelen, Gasthuis. Deze buurtschap heeft een  rijksbeschermd dorpsgezicht. In Wolfshuis, een gehucht verder op aan de Oude Akerweg, staat een beltmolen uit 1855, de Van Tienhovenmolen. Bemelen heeft meerdere monumenten waaronder enkele oude zwingelputten (waterput) en wegkruizen.

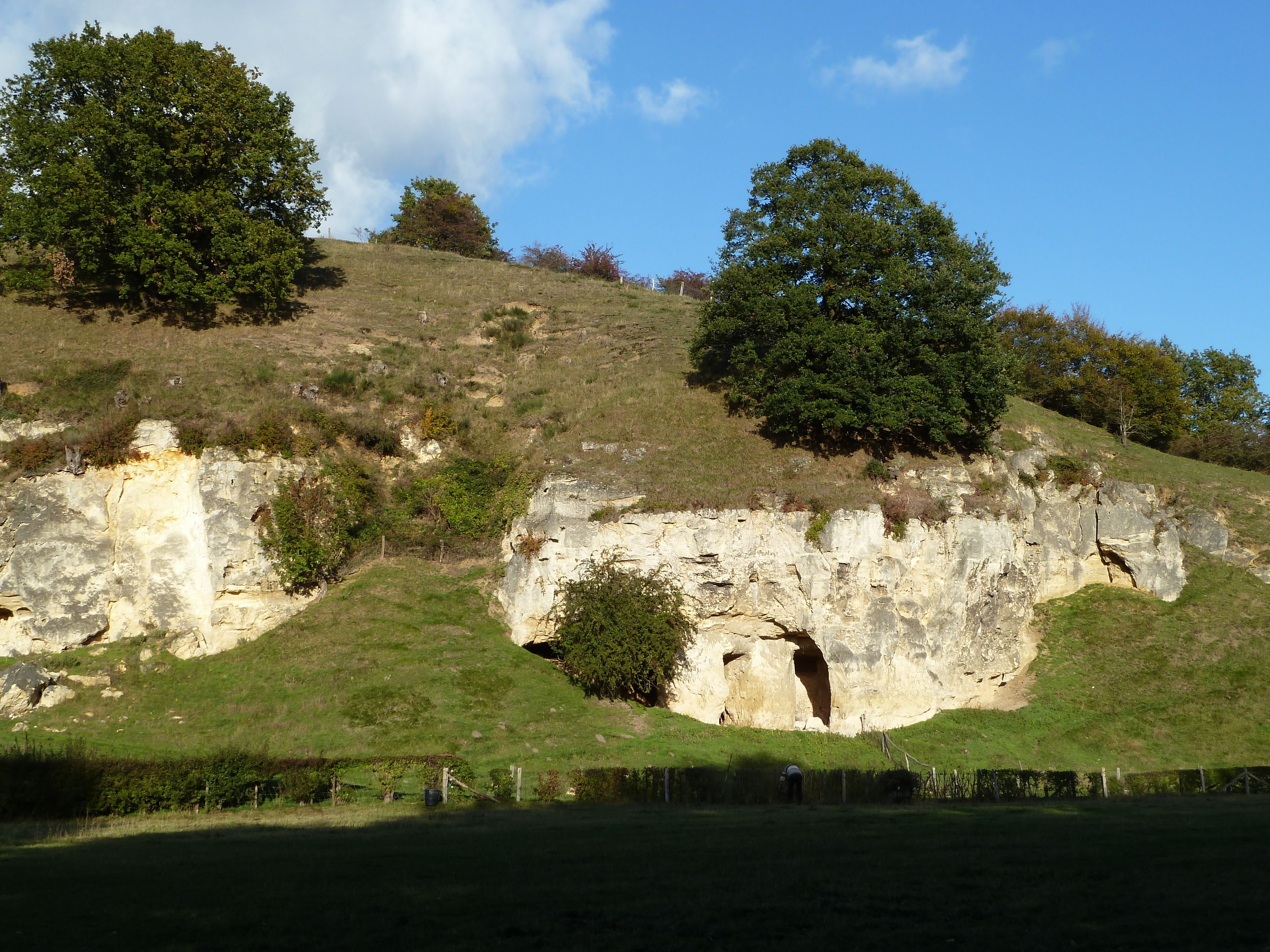
Groeves in de Bemelerberg

Bemelen ligt aan de rand van het plateau van Margraten. De weg richting Gasthuis stijgt over korte afstand zo'n 40 meter en telt enkele haarspeldbochten. Het hellingspercentage is 6% en is een geliefde beklimming in de wielersport. De helling is opgenomen in de fietsvariant van de Mergellandroute. In het Natura 2000-gebied Bemelerberg & Schiepersberg ligt de Bemelerberg waar vijf mergelgroeven te vinden zijn.

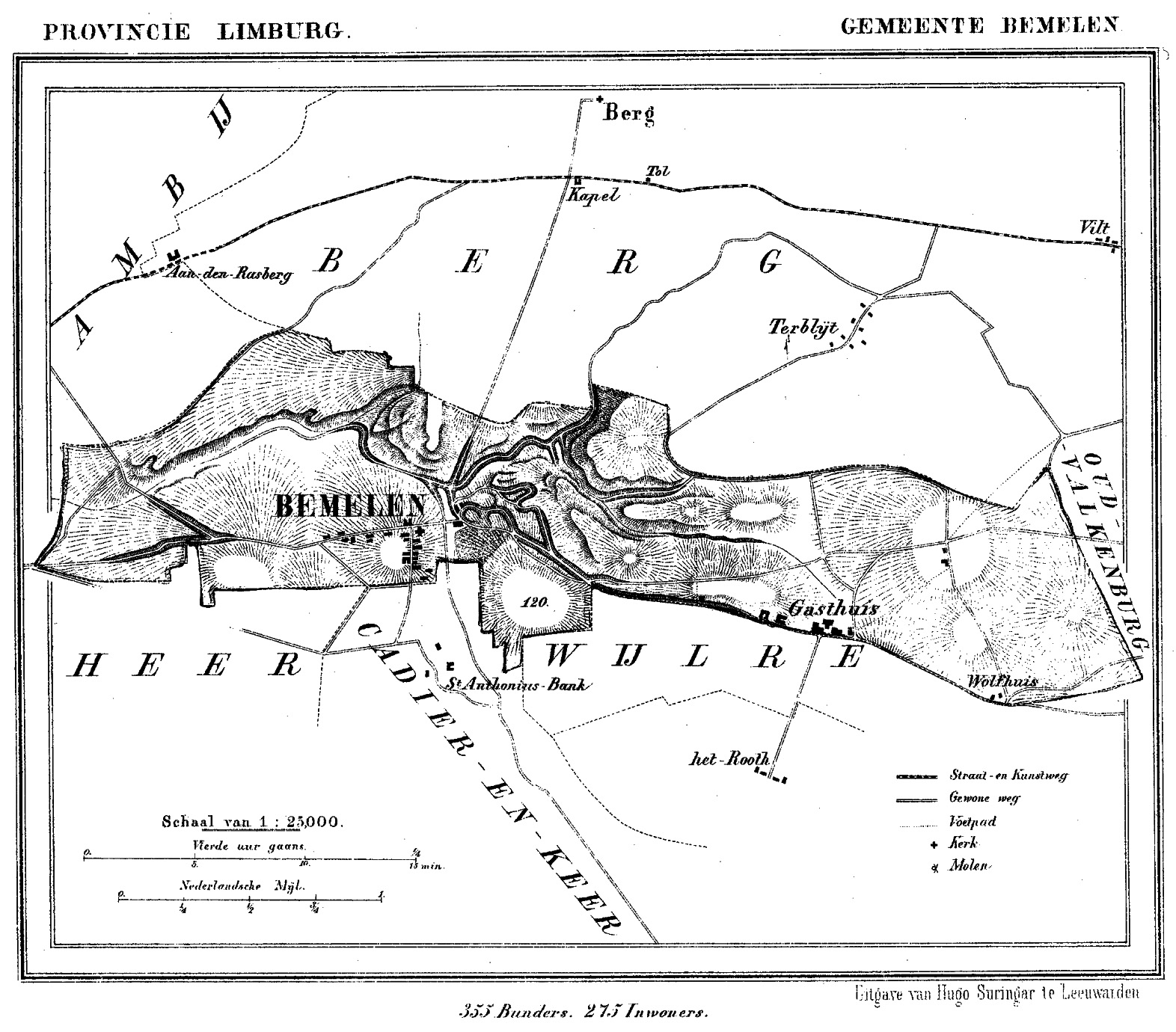
Kuypers Gemeente Atlas 1865-1870. Gemeente Bemelen 1868

## Referentie
1. ↑  Meer, Ad van der en Boonstra, Onno "Repertorium van Nederlandse gemeenten" 1812–2011, KNAW, 2006/2011 download (archive.org)
2. 1 2  Monumentnummer: 491738 - Oud gemeentehuis Oude Akerstraat 62 6268 NE te Bemelen. Gearchiveerd op 5 augustus 2019.